# Rückzug der badischen Revolutionsarmee in die Schweiz

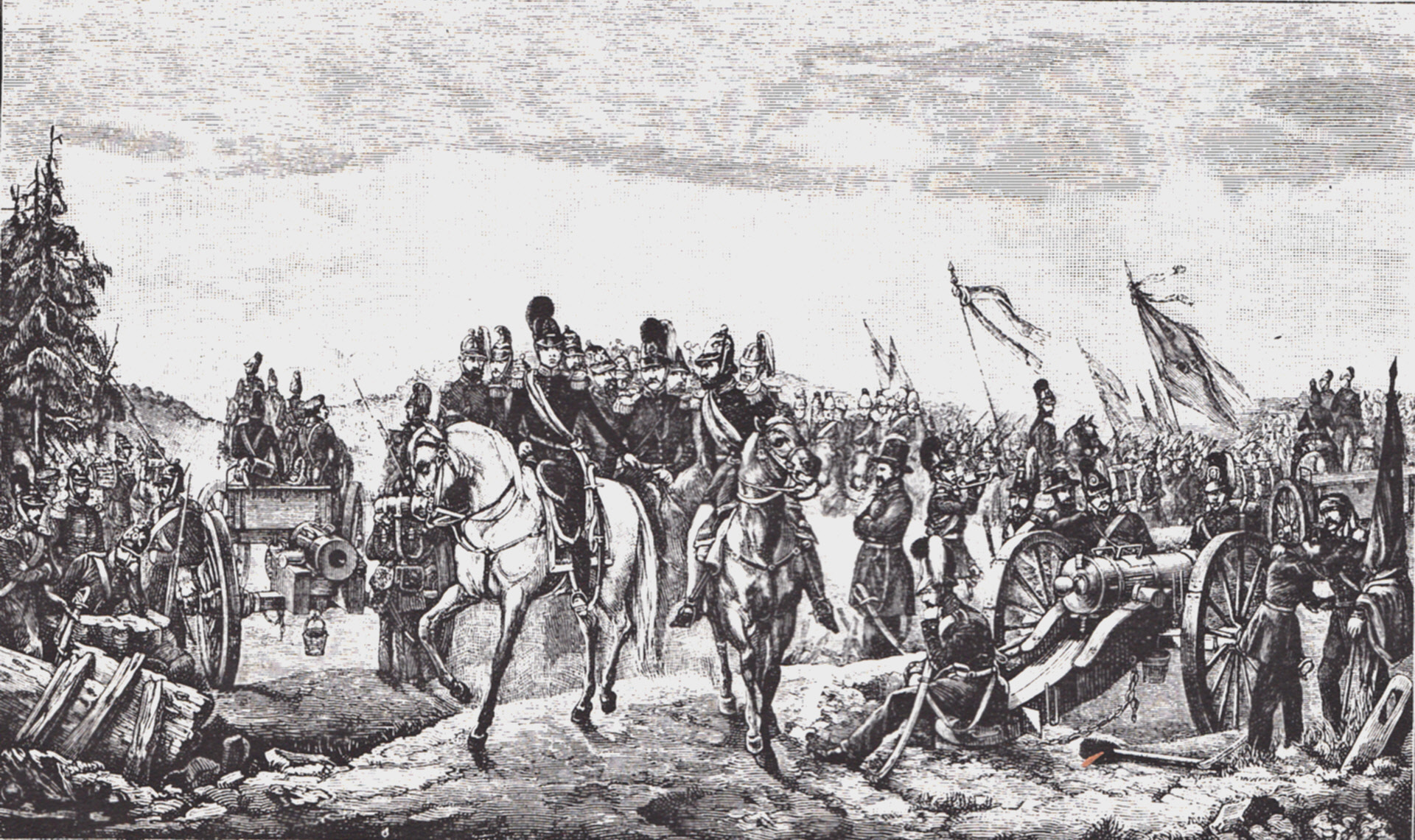
Abzug Sigels aus dem Lager von Baltersweil am 11. Juli 1849

Der Rückzug der badischen Revolutionsarmee in die Schweiz erfolgte vom 8. bis 12. Juli 1849 in der Endphase der badischen Revolution. In diesem Zeitraum überquerten etwa 10.000 Mann mit 600 Pferden und 60 Geschützen und Fuhrwerken die Schweizer Nordgrenze zum Großherzogtum Baden. Die Schweiz ernannte Johann Jakob Stehlin zum eidgenössischen Kommissär für die Nordgrenze und mobilisierte zur Grenzsicherung bis zu 28'000 Mann Truppen unter der Leitung von Oberst Dominik Gmür.

## Geschichte des Rückzugs

### Auflösung der Exekutive und Legislative
Die badische verfassunggebende Versammlung von 1849 hielt ihre letzte Sitzung in Karlsruhe am 23. Juni 1849 ab. Sie verlegte dann aufgrund des Vorrückens der preußischen Truppen seinen Tagungsort nach Freiburg, nachdem eine Vereinigung der geflohenen Abgeordneten am 25. Juni in Offenburg scheiterte. Erst am 28. Juni nahm die Versammlung in Freiburg wieder ihre ordentliche Arbeit auf. Nach dieser Sitzung gab der Vorsitzende der Badische Revolutionsregierung, Lorenz Brentano, sein Amt ab, trat aus der Versammlung aus und verließ Freiburg. Am 1. Juli befand sich Brentano im schweizerischen Feuerthalen. Gustav Struve setzte noch am 29. Juni eine Erklärung der verfassunggebenden Versammlung durch, welche die Fortsetzung des Krieges mit allen zu Gebote stehenden Mitteln verkündete. Nachdem er sich selbst davon überzeugt hatte, dass die Regierung, die verfassunggebende Versammlung und die Armee sich in voller Auflösung befanden, beantragte er am 2. Juli den Rückzug in die Schweiz. Aufgrund der Intervention von Franz Sigel, Maximilian Werner und Amand Goegg wurde dieser Beschluss nicht gefasst. Struve kam noch gleichen Tags über Basel in die Schweiz.

### Rückzug und Auflösung der Revolutionsarmee

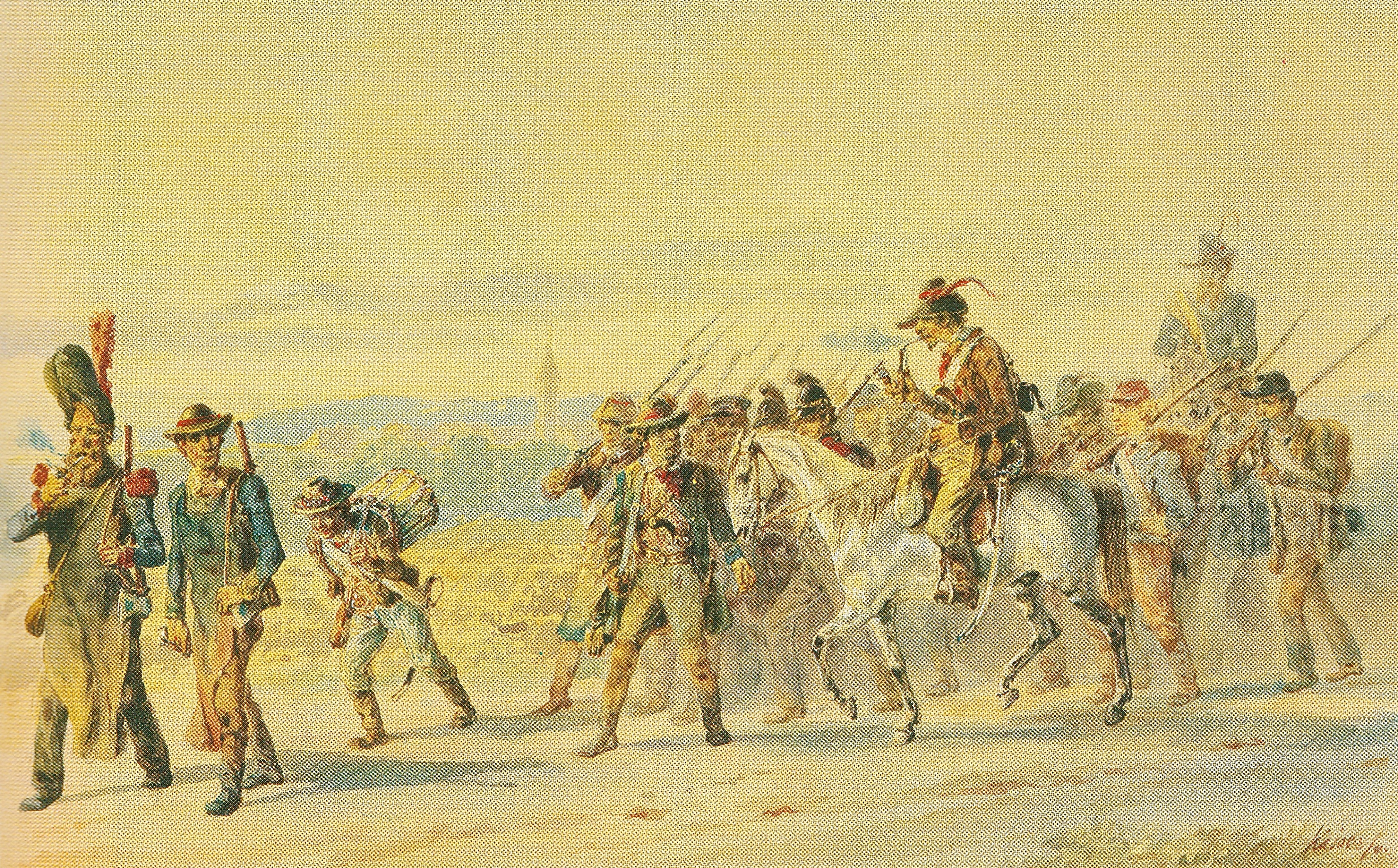
Revolutionäre auf der Flucht. Gemälde von Friedrich Kaiser.

Nach dem verlorenen Gefecht in Gernsbach setzte bei der an der Murglinie aufgestellten Revolutionsarmee ein ungeregelter Rückzug nach Süden ein. Dieser führte am 1. Juli in Offenburg zum Rücktritt des Oberbefehlshabers Ludwik Mierosławski, der am 2. Juli bei Basel in die Schweiz übertrat. Franz Sigel übernahm wieder den Oberbefehl und beabsichtigte, die in wilder Flucht befindlichen Truppenteile bei Freiburg wieder zu sammeln und nach Donaueschingen zu marschieren. Er erwartete dort Verstärkung durch die Volkswehren des Seekreises und beabsichtigte, mit dieser neu formierten Armee das Neckar-Korps der Reichstruppen anzugreifen und Württemberg in den Kampf einzubeziehen. Als Sigel am 3. Juli mit seiner Hauptkolonne in Freiburg ankam, gab es in der Stadt bereits konterrevolutionäre Aktionen, die durch Goegg noch eingedämmt werden konnten. Sigel organisierte die Reste der Armee (etwa 7000 Mann) in drei Divisionen. Mit der Hauptkolonne erreichte er am 4. Juli Neustadt und am 5. Juli Donaueschingen. Aufgrund der ausbleibenden Unterstützung durch Volkswehren des Seekreises und dem raschen Vorrücken des Neckar-Korps über württembergisches Gebiet sah sich Sigel veranlasst, sich am 7. Juli auf Tengen zurückzuziehen, wo sich seine Kolonne aufteilte. Eine Abteilung unter Goegg und Werner zog nach Konstanz. Sigel selbst zog mit der größeren Abteilung über Stühlingen, Lauchringen und Grießen nach Baltersweil. Dort vereinigten sich auch die Korps von Johann Philipp Becker und August Willich mit Sigels Kolonne.
Eine Kolonne unter Ludwig Blenker zog von Freiburg das Rheintal hinauf über Müllheim und Lörrach (5. Juli) nach Nollingen/Rheinfelden und eine weitere Kolonne unter Friedrich Doll und August Mersy von Freiburg nach Todtnau und Nollingen/Rheinfelden, um schließlich bei Säckingen in die Schweiz überzutreten.
Die Revolutionäre waren sich bewusst, dass ihre Situation in Baden prekär war, aber man beobachtete die noch andauernden Auseinandersetzungen in Ungarn und Italien und erhoffte sich, dass von dort nochmals ein Aufschwung der revolutionären Bewegung in Europa erfolgen könnte. Insbesondere setzte man aber auf einen Kriegseintritt der Schweiz. Einerseits gab es dort auch Stimmen, die eine Unterstützung der Republikaner forderten und andererseits hielten sich bei den preußischen Truppen wie auch in der Schweiz Gerüchte über einen Einmarsch der Preußen in die Schweiz, da es nicht nur um die Beseitigung eines Rückzugsorts für die deutschen Republikaner, sondern auch um die preußischen Ansprüche auf das ehemalige Fürstentum Neuenburg ging.
Vor diesem Hintergrund sind die Versuche Blenkers und Sigels zu sehen, die vor dem Übertritt in die Schweiz mit den dortigen Behörden über einen Beitritt ihrer bewaffneten Einheiten zur schweizerischen Armee verhandeln wollten. Die Schweizer bestanden jedoch auf ihrer Neutralität und der bedingungslosen Entwaffnung der Revolutionäre. Der Zürcher Verhandlungsführer Rudolf Benz drohte Sigel gar mit der Verweigerung des Asyls, sofern dieser in der Nähe der Schweizer Grenze noch ein letztes Gefecht mit dem Neckar-Korps anzetteln sollte. Während Sigel seinen Plan angesichts dieser Drohung schnell aufgab, wollte August Willich dies mit seinem Freikorps noch erreichen. Willichs Adjutant Friedrich Engels schrieb in seiner Schrift zur Reichsverfassungskampagne: „Hier, die Flanken an Schweizer Gebiet gelehnt, konnten wir mit unsrer bedeutenden Artillerie noch ein letztes Gefecht versuchen. Man konnte es sogar abwarten, ob nicht die Preußen das Schweizer Gebiet verletzen und dadurch die Schweiz in den Krieg hineinziehen würden.“
Mit dem Abzug der letzten Revolutionseinheiten am 12. Juli 1849 in die Schweiz waren die Kampfhandlungen in Baden noch nicht beendet, da die in der Festung Rastatt eingeschlossenen Einheiten der Revolutionsarmee erst am 23. Juli kapitulierten.
Siehe auch: Belagerung der Festung Rastatt

### Besetzung Südbadens durch die Okkupationsarmee
Die Besetzung Südbadens erfolgte durch zwei Korps der Okkupationsarmee – das 1. preußischen Armee-Korps unter Generalleutnant Moritz von Hirschfeld im Westen und das Neckar-Korps unter Eduard von Peucker im Osten, während das 2. preußischen Armee-Korps unter Karl von der Groeben die Festung Rastatt belagerte. Nach der Einnahme Freiburgs am 7. Juli dauerte es bis 14. Juli bis ganz Südbaden besetzt war.

#### 1. Preußisches Armee-Korps
Am 7. Juli 1849 von 10 bis 12 Uhr rückte die 3. Division des 1. preußischen Armee-Korps unter Generalmajor Leopold Otto von Niesewand in Freiburg ein. An der Spitze ritt als Oberbefehlshaber der Prinz von Preußen. Die 4. Division unter Generalmajor Georg Brunsig von Brun rückte ebenfalls ein und wurde in Zähringen stationiert, womit um Freiburg etwa 8000 Mann preußischer Truppen lagen.
Am 9. Juli rückte ein Detachement der 3. Division über Todtnau und Schönau auf Zell im Wiesental vor. Am 10. Juli erreichte die 4. Division Müllheim und Auggen. Am 11. Juli rückte die 4. Division auf Kandern vor (Avant-Garde bis Schlächtenhaus) und sandte Detachements nach Malsburg, Wollbach, Lörrach und Efringen.
Die Hauptkolonne der 4. Division erreichte am 12. Juli Schopfheim und sandte die Vorhut bis Wehr, Seitenabteilungen rückten in Maulburg und Schwörstadt ein, während die 2. Division auf Müllheim und Lörrach nachrückte. Am 14. Juli kontrollierte die 4. Division die Rheingrenze von der Alb bis zur Wehra und die 2. Division den Abschnitt von der Wehra bis Basel.

#### Neckar-Korps
Die 1. Brigade des Neckar-Korps unter Oberst Heinrich Joseph von Weitershausen zog am 7. Juli in Donaueschingen ein. Am 10. Juli besetzte die Avantgarde des Korps Tiengen und Lauchringen. Die 1. Brigade rückte von Engen auf Radolfzell vor, während die 2. Brigade Engen und Stockach besetzte. Einige Stunden nach dem Abzug der Kolonne der Revolutionsarmee unter Goegg und Werner zogen Truppen der 1. Brigade am 11. Juli in Konstanz ein. Am gleichen Tag wurde Waldshut von bayerischen Truppen des Neckar-Korps besetzt und ein dem Neckar-Korps zugeordnetes Bataillon rückte gegen Jestetten vor. Am 13. Juli rückten bayrische Truppen des Generals von Flotow in den Raum Überlingen-Meersburg vor, die auf Verlangen von Peuckers zurückgezogen und am 14. Juli durch das 4. großherzoglich hessische Infanterieregiment ersetzt wurden.

## Situation 1849 in der Schweiz

### Ausgangslage
Der vom 3. bis zum 28. November 1847 dauernde Sonderbundskrieg führte im Ergebnis am 12. September 1848 zu einer neuen Verfassung, wodurch die Schweiz vom Staatenbund zum Bundesstaat wurde.
Dieser neu entstandene schweizerische Bundesstaat war in seinen Anfängen politisch von der freisinnigen Bewegung dominiert.
Gleichwohl galt die 1814/1815 (Wiener Kongress) begründete Neutralität der Schweiz weiterhin und wurde auch während der Deutschen Revolution 1848/49 grundsätzlich eingehalten.

### Vorkehrungen der Schweiz
Schon mit Beginn der Kämpfe in Nordbaden leitete der Kanton Basel-Stadt Anfang Juni 1849 die ersten Maßnahmen zur Grenzsicherung ein. Mit dem verlorenen Gefecht bei Waghäusel war bereits absehbar, dass es zu einer Fluchtbewegung in die Schweiz kommen könnte. Der Bundesrat ernannte am 21. Juni 1849 Johann Ulrich Hanauer zum eidgenössischen Kommissär für die Nordgrenze und ersetzte diesen am 11. Juli durch Johann Jakob Stehlin.
Auf der militärischen Ebene wurde Oberst Dominik Gmür zum Kommandeur der beiden Grenzbrigaden ernannt. Die für den westlichen Abschnitt von Basel bis Koblenz zuständige Brigade unterstand Oberst Christoph Albert Kurz, die für den östlichen Abschnitt (Koblenz bis Schaffhausen) zuständige Brigade wurde Oberst Franz Müller unterstellt.
Die Aufstellung der Brigaden erfolgte nur schrittweise, so dass die Obristen zunächst für die Aufgaben der Grenzsicherung (Grenzbesetzung) nur über unzureichende Kräfte verfügten.
Nach dem Übertritt der letzten Revolutionstruppen in die Schweiz erhöhte diese ihr Truppenaufgebot an der Nordgrenze am 24. Juli 1849 auf 28 000 Mann, da der Bundesrat befürchtete, dass Preußen einen Grenzzwischenfall – den Büsinger-Handel – als Vorwand nutzen könnte, um in die Schweiz einzumarschieren und seine Ansprüche auf Neuenburg durchzusetzen.

## Übersicht über die Grenzübertritte der Revolutionsarmee
Die nachfolgende Tabelle orientiert sich an der Darstellung von Paul Siegfried, wobei die Zahlen eine Einschätzung der damaligen schweizerischen Behörden sind, da keine genaue Erfassung erfolgte.
| Datum         | Ort                                                       | Anführer                                          | Truppen                                                           |
| ------------- | --------------------------------------------------------- | ------------------------------------------------- | ----------------------------------------------------------------- |
| 2. Juli 1849  | Otterbach (Weil am Rhein) → Basel-Kleinhüningen (Neuhaus) | Ludwik Mierosławski                               | 140 Mann vom polnischen Freikorps                                 |
| 6. Juli 1849  | Otterbach (Weil am Rhein) → Basel-Kleinhüningen (Neuhaus) |                                                   | 280 Mann deutsch-polnische Legion                                 |
| 6. Juli 1849  | Stetten (Lörrach) → Riehen                                |                                                   | 250 Hanauer Turner                                                |
| 6. Juli 1849  | Stetten (Lörrach) → Riehen                                |                                                   | 120 Mann des pfälzischen Freikorps Blenker mit 3 Geschützen       |
| 7. Juli 1849  | Nollingen → Rheinfelden                                   |                                                   | 200 Mann des pfälzischen Freikorps Blenker (Kompanie Zweibrücken) |
| 8. Juli 1849  | Nollingen → Rheinfelden                                   | Ludwig Blenker                                    | 1400 Mann pfälzisches Freikorps Blenker mit 13 Geschützen         |
| 9. Juli 1849  | Säckingen → Stein                                         | Friedrich Doll; August Mersy                      | 600 Mann; 6 Geschütze                                             |
| 11. Juli 1849 | Lottstetten → Eglisau                                     | Franz Sigel                                       | 1400 Mann (badische Armee), 500 Pferde, 28 Geschütze              |
| 11. Juli 1849 | Jestetten → Rheinau                                       | Johann Philipp Becker                             | 2000 Mann (Volkswehr und Freischärler), 6 Geschütze               |
| 11. Juli 1849 | Konstanz → Kreuzlingen                                    | Amand Goegg; Maximilian Werner                    | 1500 Mann und 9 Geschütze                                         |
| 12. Juli 1849 | Lottstetten → Rafz → Eglisau                              | August Willich; Friedrich Engels; Joseph Weißhaar | 700 Mann Freischar Willich                                        |

Vom 5. bis 12. Juli traten zudem an verschiedenen Orten – insbesondere im Raum Waldshut – weitere 600 Mann ungeordnet in die Schweiz über. Im Juli 1849 kamen so insgesamt etwa 9200 badische Flüchtlinge in die Schweiz.